# Borovná
Obec Borovná (německy Borowna, Borowne) se nachází v okrese Jihlava v kraji Vysočina. Leží v průměrné výšce 552 metrů nad mořem. Žije zde 83 obyvatel. Celková katastrální plocha obce je 519 ha, z toho orná půda zabírá pouze 27 procent. Asi jedna třetina katastru obce je porostlá lesem. Menší část plochy obce zabírají také louky (méně než jednu třetinu).

## Název
Název se vyvíjel od varianty Borowna (1365), Borowne (1417, 1446), Borowna (1547, 1678, 1718, 1720, 1751, 1846) až ke konečné podobě Borovná v roce 1872. Místní jméno je odvozeno od adjektiva borovná, tedy místo porostlé borem.

## Historie
První písemná zmínka o obci pochází z roku 1365. V Borovné byl odedávna svobodný dvůr. Majitelé se velmi často střídali, až v roce 1721 statek Borovnou koupil František Antonín hr. Lichtenštejn-Kastelkorn a od té doby sdílela Borovná osudy telčského panství až do roku 1849, ale jako oddělený a samostatně zdaněný statek. Z Borovné se jezdilo na týdenní úterní trhy do Telče. Podle vceňovacího operátu žilo roku 1843 v Borovné 169 obyvatel ve 24 domech a 36 domácnostech.
Od 1. dubna 1980 do 31. prosince 1991 byla vesnice místní částí Telče, od 1. ledna 1992 je opět samostatná. Od roku 2003 spadá jako samostatná obec pod pověřený městský úřad v Telči.

### Hospodářský vývoj obce do současnosti
Ve 2. polovině 19. a v 1. polovině 20. století se většina obyvatelstva obce živila zemědělstvím. V roce 1900 byla výměra hospodářské půdy obce 470 ha. Živnosti roku 1911: 1 kolář, 1 kovář, 2 obchodníci lahvovým pivem. Rok 1924: dvůr a lesní revír velkostatku Telč Podstatských-Lichtenštejnů, živnosti: 1 hostinský, 1 kovář, 11 hosp. rolníků. Obec byla elektrifikována připojením na síť ZME Brno roku 1947. Po roce 1948 byla zdejší půda obdělávaná státními statky, v 80. letech 20. století ji převzalo JZD Telč. Nyní převládající zaměstnání: zemědělství, v obci Autorenova, chov a výkrm vepřů. Po roce 1945 postaveno: přestavba školy na prodejnu a kancelář obecního úřadu s jídelnou pro důchodce.

## Přírodní poměry
Borovná leží v okrese Jihlava v Kraji Vysočina. Nachází se 4,5 km jihozápadně od Telče. Geomorfologicky je oblast součástí Javořické vrchoviny a jejího podcelku Jihlavské vrchy, v jejichž rámci spadá pod geomorfologický okrsek Mrákotínská sníženina. Průměrná nadmořská výška činí 552 metrů. Nejvyšší bod, Borovenský (671 m n. m.), leží severozápadně od obce. Severně od Borovné se nachází Březová hora (588 m n. m.). Obcí protéká bezejmenný potok, na němž se rozkládá řada rybníků – Nový rybník, Dvouhrázní rybník, Šilhan a největší z nich, Smíchov. Na území obce se nachází přírodní památka a evropsky významná lokalita U Borovné s rybníky s vegetací letněných rybníků, vlhkými loukami, mokřadními biotopy, zvláště chráněnými rostlinnými a živočišnými druhy.

## Obyvatelstvo
Podle sčítání 1930 zde žilo v 34 domech 199 obyvatel. 198 obyvatel se hlásilo k československé národnosti a 1 k německé. Žilo zde 199 římských katolíků.
| Rok  | Počet domů | Počet obyvatel |
| ---- | ---------- | -------------- |
| 1880 | 31         | 191            |
| 1900 | 31         | 195            |
| 1921 | 33         | 202            |
| 1930 | 34         | 199            |
| 1947 | 34         | 143            |
| 1950 | 38         | 139            |
| 1970 | 33         | 129            |
| 1982 | 31         | 112            |
| 2010 | 40         | 84             |

## Obecní správa a politika
Obec má sedmičlenné zastupitelstvo, v jehož čele stojí starosta Jaroslav Šalanda. Borovná je členem Mikroregionu Telčsko a místní akční skupiny Mikroregionu Telčsko.
| Období    | Voliči | Účast v % | Mandáty | Výsledky           | Starosta         |
| --------- | ------ | --------- | ------- | ------------------ | ---------------- |
| 2002–2006 | 75     | 82,67     | 7       | 7 SNK Borovná      | Josef Babor      |
| 2006–2010 | 74     | 74,32     | 7       | 7 SNK obce Borovná | Josef Babor      |
| 2010–2014 | 68     | 83,82     | 7       | 7 SNK obce Borovná | Jaroslav Šalanda |
| 2014–2018 | 65     | 89,23     | 7       | 7 SNK              | Jaroslav Šalanda |

## Hospodářství a doprava
V obci sídlí firmy Zemědělské družstvo Mysletice a Myslivecké sdružení Podlesí – Borovná. Dvůr v Borovné nabízí ubytování, chová hospodářská zvířata a provozuje palírnu. Obcí prochází silnice III. třídy č. 40612 do Horní Myslové. Dopravní obslužnost zajišťuje dopravci ČSAD Jindřichův Hradec. Autobusy jezdí ve směrech na Dačice, Mysletice a Telč. Západně od obce prochází modře značená turistická trasa z Dobré Vody do Olší a přímo Borovnou vede cyklistická trasa č. 5261 z Dobré Vody do Dolní Myslové.

## Školství, kultura a sport
Obec byla původně přiškolena do Mrákotína, avšak pro obtížnost cesty pro žactvo bylo požádáno roku 1869 o vyškolení. Nejprve zde byla zřízena v roce 1874 expozitura mrákotínské školy, teprve když byla roku 1882 přiškolena obec Olší, škola se osamostatnila. Škola s 1. až 5. ročníkem působila v obci do roku 1972, kdy byla zrušena a žactvo převedeno do Telče.

## Pamětihodnosti
- Tvrz Borovná stávala na místě pozdější školy a její zbytky byly zasypány roku 1874 při stavbě školy.
- Pomník padlým v první světové válce
- Kaple Panny Marie pochází z roku 2001. Obdélníková stavba je zakončena neodsazeným polokruhově zakončeným presbytářem. Z průčelí vyčnívá neomítnutá věž.[13]
- U Borovné zaniklá ves Vojkov.